# What Will the Neighbours Say? Live in Concert
What Will the Neighbours Say? Live in Concert е вторият видео албум на английската група Гърлс Алауд издаден през ноември 2005. Албумът съдържа запис от концерта на групата в Лондон от зала Hammersmith Apollo, който е част турнето What Will the Neighbours Say...? Tour. 

## Списък с песните
1. „The Show"
2. „Here We Go"
3. „Girls on Film"
4. „Another Brick in the Wall" / „No Good Advice"
5. „Graffiti My Soul"
6. „Wake Me Up"
7. „Teenage Dirtbag"
8. „Life Got Cold"
9. „Deadlines & Diets"
10. „I'll Stand By You"
11. „Love Machine"
12. „Real Life"
13. „Girls Allowed" / „Le Freak"
14. „Jump"
15. „Sound of the Underground"